# Akita (prefektura)
Akita (japanski: kanji 秋田県, romaji: Akita-ken) je prefektura u današnjem Japanu. 
Nalazi se na zapadnoj obali sjevernog dijela otoka Honshua u chihō Tōhoku.
Glavni je grad Akita.
Organizirana je u 6 okruga i 25 općine. ISO kod za ovu pokrajinu je JP-05.
1. listopada 2010. u ovoj je prefekturi živjelo 1,106.050 stanovnika.
Simboli ove prefekture su cvijete fuki (Petasites japonicus), drvo akita-sugi (Cryptomeria japonica) i ptica bakreni fazan (Phasianus soemmerringii).